# Creu de terme del Palau
La Creu de terme del Palau és una creu de terme d'Olot (Garrotxa) situada a la plaça del Palau, declarada Bé Cultural d'Interès Local. És una rèplica de la creu d'alabastre original del segle xv, de la que se'n conserven fragments al Museu Parroquial de Sant Esteve d'Olot.
Sembla que la creu original va ser destruïda pels terratrèmols de 1427 i 1428. Algunes restes haurien estat recollides i guardades a la capella de la Santa Creu, que fou enderrocada el 1883, quan s'urbanitzà la plaça Palau, i els fragments haurien anat a parar a l'església de Sant Miquel de Cap-sa-Roca, on el capitell es convertí en pila baptismal. Finalment, el 1939 els fragments passaren al Museu Parroquial.
El que es conserva és un capitell octogonal amb les representacions de Santa Caterina d'Alexandria, Sant Bernat, i Sant Esteve. Als costats del capitell hi ha dos escuts amb un porc espí. També es conserven quatre fragments de la creu, concretament els quatre braços. El primer correspon a la representació d'Adam sortint del sepulcre, a la base de la creu; el segon a la Mare de Déu, a la dreta de Crist; el tercer correspon a Sant Joan, al braç esquerre; i el quart és un pelicà suportat per una mènsula. La bona qualitat de les figures fa pensar que podrien ser obra de Pere Oller, amb la possible intervenció de col·laboradors.
Entre 1935 i 1936, l'escultor olotí Martí Casadevall va fer una recomposició i reproducció en guix de la creu, però la Guerra Civil aturà el projecte de reconstrucció, de manera que tant la rèplica com els originals passaren als magatzems de l’Hospici, i a partir de 1939 al fons artístic de la parròquia. No va ser fins al 1955 que els tallers Novoa de Figueres van fer una rèplica en pedra, en la qual es reproduïren amb gran fidelitat els elements coneguts, mentre s'hi afegiren amb certa llibertat els perduts, per ser col·locada al mateix emplaçament on encara avui roman, a la plaça del Palau d’Olot.